# Кердюген
Кердюген (рос. Кердюген) — село у Мегіно-Кангалаському улусі Республіки Сахи Російської Федерації.
Населення становить 8 осіб. Належить до муніципального утворення Дойдунський наслег.

## Історія
Згідно із законом від 30 листопада 2004 року органом місцевого самоврядування є Дойдунський наслег.

## Населення
| 2002 | 2010 |
| ---- | ---- |
| 13   | ↘8   |